# Hoff Norske PotetIndustrier
HOFF Norske Potetindustrier est une entreprise norvégienne spécialisée dans la production et la commercialisation de produits transformés de pommes de terre. C'est une coopérative agricole, propriété de ses 4000 agriculteurs adhérents, dont 400 sont des producteurs actifs de pommes de terre.
Elle a son siège à Gjøvik et exploite des usines à Inderøy (Sundnes Brenneri), Gjøvik, Brummundal, Skjetten, Stange (Atlungstad Brenneri) et Klepp, dans lesquelles elle traite environ un tiers de la production norvégienne de pommes de terre.
La société compte 230 salariés et réalise un chiffre d'affaires de 470 millions couronnes (2007).
Les principaux produits commercialisés sont des surgelés, des pommes de terre fraîches ou en conserve, et notamment des frites, des chips et de la farine de pomme de terre. Elle produit aussi, parmi un total de cent produits différents, de l'huile de pomme de terre, des épices, des oignons et de l'aquavit.

## Histoire
La première production industrialisée à partir de pommes de terre fut la distillerie qui a démarré en 1848, date à laquelle la distillation privée fut interdite. En 1879, fut créée, sous forme de coopérative, la première du pays, l'entreprise Brennerienes Forening. La farine de pomme de terre est devenue un produit industriel vers la fin des années 1880, bien qu'il fallut attendre 1941 pour voir la création de Potetmelfabrikkenes Salgskontor, également fondée sous le statut de coopérative.
Ces deux entreprises ont fusionné en 1981 pour former Norske Potetindustrier, qui prit ensuite, en 1994,  le nom de Hoff Norske Potetindustrier' quand les distilleries locales et les usines de production furent réunies avec les services de distribution. 